# آناتولی ایرامجیان
آناتولی نیکوغایوسی ایرامجیان (ارمنی: Անատոլի Նիկողայոսի Էյրամջյան؛ انگلیسی: Anatoliy Nikolaievich Eiramdzhan؛ زاده ۳ ژانویهٔ ۱۹۳۷ – درگذشته ۲۳ سپتامبر ۲۰۱۴) کارگردان فیلم، فیلم‌نامه‌نویس، نویسنده، بازیگر، آهنگساز، و تهیه‌کننده فیلم ارمنی‌تبار اهل ایالات متحده آمریکا بود.